# Для наших ребят
«Для наших ребят» (другие названия: «Для наших мальчиков», «Для парней») — кинофильм.

## Сюжет
В фильме рассказывается история певицы Дикси (Бетт Мидлер) и комика Эдди (Джеймс Каан), которые развлекают американских солдат в разных районах планеты на протяжении 50 лет. Они начали совместные выступления ещё во время Второй мировой войны и хотя отношения между ними не обходятся без скандалов, у них есть и взаимные чувства друг к другу.

## В ролях
- Бетт Мидлер — Дикси Леонард
- Джеймс Каан — Эдди Спаркс
- Джордж Сигал
- Патрик О`Нил
- Кристофер Райделл

## Съёмочная группа
- Режиссёр: Марк Райделл
- Продюсер: Бонни Брукхаймер 
Рэймонд Хартвик
- Сценарист: Нил Хименес 
Маршалл Брикмен
- Композитор: Дейв Грузин, Билли Мэй
- Оператор: Стивен Голдблатт

## Награды
За роль в этом фильме Бетт Мидлер получила «Золотой глобус» и была номинирована на «Оскар» как лучшая актриса.